# Крајпуташ Љубисаву Зимоњићу из Горачића
Крајпуташ Љубисаву Зимоњићу из Горачића (Општина Лучани) налази се у селу Рогача, на путу ка Горачићима. Споменик припада типу кенотафа. Подигнут је Љубисаву Зимоњићу, трећепозивцу палом у Првом светском рату 1914. године.

## Опис споменика
Споменик је у облику вертикалне плоче од пешчара надвишене складно срезаним крстом. Украшен је плитким линеарним геометријским урезима. Крајпуташ је обојен у плаво и заштићен импровизованом лименом покривком.

## Епитаф
Крајпуташ Љубисаву Зимоњићу (†1914)
Ој путниче, мили роде
приђи мало овде
те прочитај тужни спомен
старог ратника
ЉУБИСАВА ЗИМОЊИЋА
из Горачића
који часно поживи 45 год.
а погибе на Космају
више Младеновца.
Војник 1. чете 1. батаљона
10 пука 3 позива
па испусти своју душу
26. новембра 1914.